# 张媛贞
张媛贞（1932年8月—2020年1月8日）是一位中国政治人物和生物学家。

## 生平
满族人，祖籍天津，生于黑龙江哈尔滨，张伯苓次子张锡羊之女。曾任南京大学教授，中国国民党革命委员会中央委员会原常务委员，第六、七、八、九届全国政协委员。